# نیژنه‌چره‌کولوو
نیژنه‌چره‌کولوو (انگلیسی: Nizhnecherekulevo) یک شهرک در شهرستان ایلیشفسکی استان باشقیرستان کشور روسیه است.